# Tscherdyn
Tscherdyn (russisch Чердынь) ist eine Kleinstadt in der Region Perm (Russland) mit 4920 Einwohnern (Stand 14. Oktober 2010).

## Geografie
Die Stadt liegt an der Westflanke des Nördlichen Urals etwa 300 km nördlich der Regionshauptstadt Perm am rechten Ufer der Kolwa unweit deren Mündung in die Wischera, einen linken Nebenfluss der Kama.
Tscherdyn ist Verwaltungszentrum des gleichnamigen Rajons.

## Geschichte
Tscherdyn wurde 1451 als komi-permjakische Siedlung erstmals urkundlich erwähnt und war bis ins 16. Jahrhundert Hauptstadt des nördlichen Uralvorlandes (Welikaja Perm, „Groß-Perm“). Der Ortsname ist von den Komi-Wörtern für Mündung eines Nebenflusses abgeleitet.
Seit 1472 zum Großfürstentum Moskau gehörend, erhielt der Ort 1535 das offizielle Stadtrecht. Hier hatte die Tscherdyner Straße (Чердынская дорога) ihren Ausgangspunkt, die bis zur Eröffnung der – südlicher verlaufenden – Babinow-Straße 1598 wichtigste Handelsroute über den Ural nach Westsibirien war. Danach verlor die Stadt ihre Bedeutung an das aufstrebende Solikamsk, blieb jedoch bis ins 19. Jahrhundert bedeutender regionaler Umschlagspunkt für Getreide, Fisch und Pelzwaren.

Entwicklung des Wappens
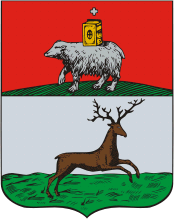
1783
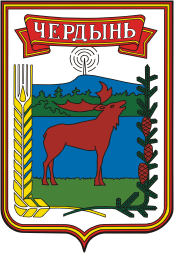
1971
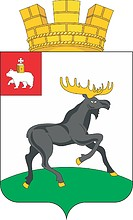
2009
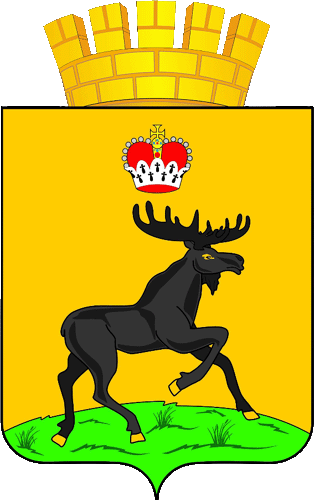
2020

### Bevölkerungsentwicklung
| Jahr | Einwohner |
| ---- | --------- |
| 1897 | 3658      |
| 1926 | 3900      |
| 1939 | 8130      |
| 1959 | 7524      |
| 1970 | 6972      |
| 1979 | 6617      |
| 1989 | 6535      |
| 2002 | 5756      |
| 2010 | 4920      |

Anmerkung: Volkszählungsdaten (1926 gerundet)

## Kultur und Sehenswürdigkeiten

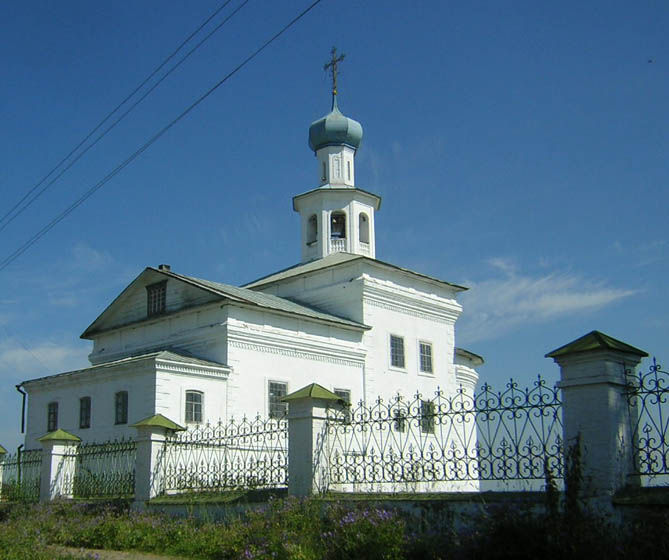
Apostel-Johannes-Kirche

Da Tscherdyn von der Industrialisierung des 20. Jahrhunderts praktisch unberührt blieb, ist das architektonische Stadtensemble aus dem 18. und 19. Jahrhundert relativ gut erhalten. Die bedeutendsten Bauwerke sind die Apostel-Johannes-Kirche (церковь Иоанна Богослова/ zerkow Ioanna Bogoslowa, 1705–1718), die Christi-Auferstehungs-Kathedrale (Воскресенский собор/ Woskressenski sobor, 1750–1754), die Christi-Verklärungs-Kirche (церковь Преображения/ zerkow Preobraschenija, 1756), die Gebäude des ehemaligen Arsenals (erste Hälfte des 18. Jahrhunderts), des Handelshofes (Gostiny dwor, 1857) sowie der Stadtduma.
In Tscherdyn gibt es ein Heimatmuseum.

## Persönlichkeiten
- Ossip Mandelstam (1891–1938), russischer Dichter, verbrachte seine erste Verbannung in Tscherdyn

## Wirtschaft
Tscherdyn ist Zentrum der Holzwirtschaft.